# Allium calamarophilon
Allium calamarophilon är en amaryllisväxtart som beskrevs av Demetrius Phitos och Dimitrios B. Tzanoudakis. Allium calamarophilon ingår i släktet lökar, och familjen amaryllisväxter. IUCN kategoriserar arten globalt som otillräckligt studerad. Inga underarter finns listade i Catalogue of Life.